# 2. deild islandzka w piłce nożnej (1958)
Sezon 1958 był 4. sezonem drugiego poziomu ligowego piłki nożnej na Islandii. Pierwsze miejsce zdobył zespół Þróttur Reykjavík, wygrywając wszystkie cztery mecze grupy południowej (Suðurriðill) oraz finałowy play-off.

## Drużyny
Po sezonie 1957 z ligi awansował zespół Keflavík, do udziału zgłosiły się natomiast zespoły Suður Þingeyinga, Skagafjörður i ÍKF, wobec czego do sezonu 1958 przystąpiło dziewięć zespołów.
| Uczestnicy poprzedniej edycji                                                                                 | Uczestnicy poprzedniej edycji | Uczestnicy poprzedniej edycji | Uczestnicy poprzedniej edycji |
| --- | ----------------------------- | ----------------------------- | ----------------------------- |
| grupa północna                                                                                                |                               |                               |                               |
| ÍBI | ÍB Ísafjörður                 | 1                             |                               |
| grupa południowa                                                                                              |                               |                               |                               |
| ÞRR | Þróttur Reykjavík             | 2                             |                               |
| REY | Reynir                        | 3                             |                               |
| VÍR | Víkingur Reykjavík            | 4                             |                               |
| ÍBV | ÍB Vestmannaeyja              | 5                             |                               |
| Spadek z 1. deild                                                                                             |                               |                               |                               |
| ÍBA | ÍBA Akureyri                  | 6                             |                               |
| Dołączenie w sezonie 1958                                                                                     |                               |                               |                               |
| HSÞ | Suður Þingeyinga              |                               |                               |
| SKA | Skagafjörður                  |                               |                               |
| ÍKF | ÍKF                           |                               |                               |
| Oznaczenia: - kolumna pierwsza – skróty nazw drużyn, - kolumna trzecia – miejsce zajęte w poprzednim sezonie. |                               |                               |                               |

## Tabela

### Grupa północna (Norðurriðill)
| Lp. | Drużyna          | M | Z | R | P | Bramki | Bramki | Różn. | Pkt | Uwagi    |
| --- | ---------------- | - | - | - | - | ------ | ------ | ----- | --- | -------- |
| 1   | ÍB Ísafjörður    | 3 | 3 | 0 | 0 | 10     | 2      | +8    | 6   | play-off |
| 2   | ÍBA Akureyri     | 3 | 2 | 0 | 1 | 19     | 4      | +15   | 4   |          |
| 3   | Suður Þingeyinga | 3 | 1 | 0 | 2 | 8      | 14     | −6    | 2   |          |
| 4   | Skagafjörður     | 3 | 0 | 0 | 3 | 3      | 20     | −17   | 0   |          |

### Grupa południowa (Suðurriðill)
| Lp. | Drużyna            | M | Z | R | P | Bramki | Bramki | Różn. | Pkt | Uwagi    |
| --- | ------------------ | - | - | - | - | ------ | ------ | ----- | --- | -------- |
| 1   | Þróttur Reykjavík  | 4 | 4 | 0 | 0 | 11     | 4      | +7    | 8   | play-off |
| 2   | Víkingur Reykjavík | 4 | 2 | 1 | 1 | 13     | 8      | +5    | 5   |          |
| 3   | ÍB Vestmannaeyja   | 4 | 1 | 1 | 2 | 7      | 9      | −2    | 3   |          |
| 4   | Reynir             | 4 | 1 | 0 | 3 | 6      | 10     | −4    | 2   |          |
| 4   | ÍKF                | 4 | 1 | 0 | 3 | 5      | 11     | −6    | 2   |          |

## Play-off
Mecz o awans do pierwszej klasy rozgrywkowej rozegrany został pomiędzy zwycięzcami obydwu grup, ÍB Ísafjörður oraz Þróttur Reykjavík. Mecz wygrał drugi z zespołów, uzyskując promocję.
| 30 sierpnia 1958 17:30 | Þróttur Reykjavík | 3:1 | ÍB Ísafjörður | Melavöllur, Reykjavík Sędzia: Þorlákur Þórðarson |
|                        |                   |     |               |                                                  |